# Der alte Traum lässt uns nicht los
Der alte Traum lässt uns nicht los ist ein französischer Mittellangfilm von Alain Guiraudie aus dem Jahr 2001.

## Handlung
Eine alte Schlichtenfabrik wird in Kürze geschlossen. Nur noch eine Handvoll Arbeiter befindet sich auf dem Gelände, darunter der alte Louis Rebar und Industriemeister Jean Donand. Wenige Tage vor der Schließung erscheint Mechaniker Jacques Roudillou in der Fabrik, um eine komplexe Maschine zu reparieren und anschließend zu demontieren. Er hat dafür nur wenige Tage Zeit.
Jacques macht sich an die Arbeit und bevorzugt es, allein zu arbeiten. Immer wieder wird er unterbrochen, um mit den Arbeitern eine Pause zu machen oder etwas zu trinken. Gelegentlich schauen ihm Arbeiter bei der Demontage zu. Neben Jean ist es vor allem Louis, der immer wieder erscheint und Jacques auch Komplimente macht. Er erfährt von ihm, dass er allein lebt und auch nicht ans Heiraten denkt. Louis lädt Jacques für den Folgetag abends, Jacques’ letzten Arbeitstag in der Fabrik, zu sich nach Hause ein und Jacques nimmt an. Auch Jean macht Jacques Komplimente, die Jacques erwidert – Jacques deutet zudem an, auf Männer zu stehen. Bei der Demontage eines Maschinenteils hilft Jean ihm und Jacques berührt ihn dabei an seinem Geschlechtsteil. Jean lässt dies eine Weile zu, bevor er geht. Louis wiederum rät Jacques, nicht auf eine Affäre mit Jean zu hoffen, da es aussichtslos sei. Jacques entgegnet, dass man Gefühle nicht einfach steuern könne.
Am letzten Tag verabschiedet sich Jean von Jacques, macht jedoch auch deutlich, dass eine Beziehung nicht infrage kommt. Jacques habe Zeichen falsch interpretiert. Als Louis wiederum Jacques näherkommen will, weist Jacques ihn zurück. Dennoch folgt er der bereits ausgesprochenen Einladung zum Abendessen bei Louis. Warum er ihn als Liebhaber abweist, begründet Jacques nicht. Beide verlassen gemeinsam das Fabrikgelände.

## Produktion
Der alte Traum lässt uns nicht los war der fünfte Film, bei dem Alain Guiraudie Regie führte, und nach Du soleil pour les gueux der zweite Mittellangfilm unter der Regie Guiraudies. Ursprünglich wollte er einen Dokumentarfilm über Fabrikarbeiter und drohende Arbeitslosigkeit drehen, entschied sich dann jedoch für eine Kombination dieses Themas mit „einer Geschichte über das Begehren zwischen drei Männern rund um Befriedigung und Fantasien“, an der er zu der Zeit ebenfalls arbeitete. Der Film wurde in Gaillac im Département Tarn gedreht. Die Kostüme schuf Karine Vintache, die Filmbauten stammen von Morgan Nicolas.
Der Originaltitel Ce vieux rêve qui bouge entstammt einer Zeile des Liedes Les barbares von Bernard Lavilliers. Beim Lied, das während des Filmabspanns zu hören ist, handelt es sich um Villanelle von Hector Berlioz; eingesungen wurde es im Chor unter anderem von Alain Guiraudie.
Der alte Traum lässt uns nicht los lief im Mai 2001 im Rahmen der  Quinzaine des réalisateurs der Internationalen Filmfestspiele von Cannes und war in der Folge auch auf anderen Filmfestivals, darunter dem New York Film Festival und dem London Film Festival zu sehen. In Deutschland lief der Film unter anderem im April 2003 auf dem Filmfest Dresden.

## Auszeichnungen
Auf dem Festival du Court-Métrage de Clermont-Ferrand gewann Der alte Traum lässt uns nicht los 2000 den Preis der Stadt Clermont-Ferrand. Der Film wurde 2001 mit dem Prix Jean Vigo in der Kategorie Spielfilm ausgezeichnet und erhielt 2002 eine Nominierung für den Europäischen Filmpreis in der Kategorie Bester Kurzfilm. Der alte Traum lässt uns nicht los wurde 2003 für einen César in der Kategorie Bester Kurzfilm nominiert.